# 김동현 (1992년)
김동현(1992년 1월 31일 ~ )은 대한민국의 전직 스타크래프트, 스타크래프트 II 프로게이머로 저그 유저이다. 아이디는 Revival이다.

## 개요

### 스타크래프트
2009년 상반기 드래프트에서 MBC게임 히어로의 1차 지명으로 입단하였다.
공식적으로 은퇴가 공시되지는 않았지만 2009년 9월 이후로 개인리그 예선과 프로리그, 2군평가전 경기를 포함해서 단 한 경기도 나오지 않으며 2010년 8월에 완전히 은퇴하였다.

### 스타크래프트 II
2010년 9월부터 TSL 팀에 합류하여 스타크래프트 II 게이머로 활동하였다가, 2012년 12월부터는 이블 지니어스 소속으로 활동한다. IPL 대회의 팀리그 형식인 IPTL부터 이블 지니어스 소속으로 활동하며, SK플래닛 스타크래프트 II 프로리그 12-13에는 2라운드부터 출전한다.
2013년 12월 13일 이블 지니어스에서 탈퇴했다.
2014년 3월 CM Storm과 개인 후원계약 체결을 발표했다.
2015년 5월부터 GSL의 옵저버로 활동하기 시작하였으며 11월 프로게이머를 은퇴했다.

## 수상 경력
스타크래프트 II : 프리미어 개인리그 우승 1회, 준우승 1회

#### 스타크래프트
- 2009년 3월 제46회 스타크래프트 준프로게이머 선발전 입상
- 2009년 3월 2008 엘리트학생복 스쿨리그 입상 (원미고)

#### 스타크래프트 II
- 인텔 글로벌 스타크래프트 II 리그 Mar. Code A 16강
- 2011 LG 시네마 3D, 인텔코리아 글로벌 스타크래프트 II 리그 May Code A 32강
- 2011 LG 시네마 3D, 인텔코리아 슈퍼 토너먼트 16강
- 2011 소니 에릭슨 글로벌 스타크래프트 II 리그 Oct. Code A 32강
- 2011 소니 에릭슨 글로벌 스타크래프트 II 리그 Nov. Code A 48강
- 2012 핫식스 2012 글로벌 스타크래프트 II 리그 시즌 2 Code A 48강
- 2012 MLG 2012 Summer Season Championship 7위
- 2013 핫식스 2013 글로벌 스타크래프트 II 리그 시즌 1 Code A 48강
- 2013 2013 WCS 아메리카 시즌 1 프리미어리그 준우승 (vs 송현덕 2:4) (2013 WCS 시즌 1 파이널 진출)
- 2013 WCS Season1 TG삼보-Intel Finals 16강
- 2013 IEM Season VIII - Shanghai 우승 (vs 김학수 4:0)
- 2013 WCS 아메리카 시즌 2 프리미어리그 16강
- 2013 WCS 아메리카 시즌 2 챌린저리그 8강
- 2013 WCS 아메리카 시즌 3 프리미어리그 32강
- IEM Season VIII - New York 16강
- 2013 WCS 아메리카 시즌 3 챌린저리그 24강
- IEM Season VIII - World Championship 16강
- 2014 WCS 아메리카 시즌 1 프리미어리그 4강
- 2014 핫식스 GSL 글로벌 토너먼트 8강
- 2014 WCS 아메리카 시즌 2 프리미어리그 16강
- The Big One 16강
- 2014 WCS 아메리카 시즌 3 프리미어리그 32강
- 2014 Red Bull Battle Grounds: Detroit 32강
- IEM Season IX - San Jose 8강